# Колун (Сибињ)
Колун (рум. Colun) насеље је у Румунији у округу Сибињ у општини Порумбаку де Жос. Oпштина се налази на надморској висини од 402 m.

## Историја
По државном шематизму православног клира место Колун (назив који се среће и у Источној Босни) је 1846. године имао једног свештеника. Парох поп Георгије Поповић имао је у својој парохији 222 православне породице.

## Становништво
Према подацима из 2002. године у насељу је живело 185 становника, од којих су сви румунске националности.